# Lubienia (dopływ Tanwi)
Lubienia (Lubienica) – struga, lewy dopływ Tanwi o długości 19,16 km.
Struga płynie na Płaskowyżu Tarnogrodzkim. Wypływa w rejonie Różańca i płynie w kierunku północno-wschodnim przez obszar gminy Tarnogród i gminy Obsza (powiat biłgorajski). Lubienia przepływa przez Babice i Dorbozy i uchodzi do Tanwi na wschód od Łukowej. Stare koryto Lubieni uchodzi do potoku Mucha.
Głównym dopływem Lubieni jest potok Pasternik.